# Retiendas
Retiendas település Spanyolországban, Guadalajara tartományban. Retiendas Valdesotos, Tamajón, La Mierla és Puebla de Valles községekkel határos. Lakosainak száma 53 fő (2024).

## Népesség
A település népessége az utóbbi években az alábbiak szerint változott:
| Lakosok száma | 67   | 50   | 48   | 48   | 76   | 48   | 47   | 48   | 52   | 53   |
|               | 2001 | 2004 | 2006 | 2009 | 2011 | 2014 | 2016 | 2019 | 2021 | 2024 |